# コルトバイフィジェット
1797年のダービーに優勝した競走馬には名前がない。便宜上父フィジェットや、この馬を生産・所有した第5代ベッドフォード卿と、オスの仔馬を意味する英単語「コルト」を使用し、フィジェットコルト、コルトバイフィジェット、ベッドフォードズコルトなどと呼ばれる。ダービーの歴代優勝馬の欄には、そのまま「無名」を意味する英単語であるUnnamedなども使用されている。この項では「コルトバイフィジェット」と呼称する。
コルトバイフィジェット（Colt by Fidget、1794年生）は、青鹿毛の牡馬で、第18回エプソムダービー（1797年）に優勝した。父はフィジェット、母はハイフライヤーメア産駒の無名牝馬。ダービーがデビュー戦だったこの馬は、J.Singletonを背に優勝、無名ながらダービーの歴代優勝馬にUnnamedとして記載された。当時はダービーに無名馬が出走することがめずらしくなく、この馬の父の弟も無名のままダービーに勝っている（のちにイーガーと命名された）。ダービー後は休養に入り、翌年1戦に出走しただけで引退した。結局最後まで名前が付けられることはなく、種牡馬として供用された記録も残っていない。

## 無名馬について
なぜ名前がないのか。かつて馬は単に馬主の所有物でしかなく、さらに血統管理の必要性も軽視されていたため、18世紀以前の競走馬には名前をつける必要がなかった。もちろん名前のある馬も多かったが、17・18世紀の馬に見られる「〜コルト」「〜メア」「ブラザートゥ〜」「〜アラビアン」というのはすべて名前のない馬のことで、多くは後世血統登録の必要に迫られ適当に付けられたものである。19世紀に入っても大レースを無名馬が勝つことがあり、そうした場合優勝馬の欄に「Unnamed」と記載された。1815年の第2回1000ギニー優勝馬もUnnamed（セリムの牝駒Selim filly、1812年生。父セリム、母シザーリオメア）である。イギリスでは1913年まで無名のままデビューすることは可能であり、実際にいた。

## 血統表
| コルトバイフィジェットの血統（ヘロド系 / Herod 3×3=25%、Matchem 3×3=25%、Partner5･5×5･5=12.5%、Godolphin Arabian5･5×5･5=12.5%） | コルトバイフィジェットの血統（ヘロド系 / Herod 3×3=25%、Matchem 3×3=25%、Partner5･5×5･5=12.5%、Godolphin Arabian5･5×5･5=12.5%） | コルトバイフィジェットの血統（ヘロド系 / Herod 3×3=25%、Matchem 3×3=25%、Partner5･5×5･5=12.5%、Godolphin Arabian5･5×5･5=12.5%） | （血統表の出典）        | （血統表の出典） |
| 父 Fidget 1783 | 父の父Florizel 1768 | Herod 1758 鹿 | Tartar                  | Tartar           |
| 父 Fidget 1783 | 父の父Florizel 1768 | Herod 1758 鹿 | Cypron                  |                  |
| 父 Fidget 1783 | 父の父Florizel 1768 | Cygnet Mare 1761 芦 | Cygnet                  | Cygnet           |
| 父 Fidget 1783 | 父の父Florizel 1768 | Cygnet Mare 1761 芦 | Y.Cartouche Mare        |                  |
| 父 Fidget 1783 | 父の母Matchem Mare 1777 | Matchem 1748 鹿 | Cade                    | Cade             |
| 父 Fidget 1783 | 父の母Matchem Mare 1777 | Matchem 1748 鹿 | Partner Mare            |                  |
| 父 Fidget 1783 | 父の母Matchem Mare 1777 | Syphon Mare 1770 | Syphon                  | Syphon           |
| 父 Fidget 1783 | 父の母Matchem Mare 1777 | Syphon Mare 1770 | Shakespeare Mare        |                  |
| 母 Highflyer Mare ???? | 母の父Highflyer 1774 鹿 | Herod 1758 鹿 | Tartar                  | Tartar           |
| 母 Highflyer Mare ???? | 母の父Highflyer 1774 鹿 | Herod 1758 鹿 | Cypron                  |                  |
| 母 Highflyer Mare ???? | 母の父Highflyer 1774 鹿 | Rachel 1763 鹿 | Blank                   | Blank            |
| 母 Highflyer Mare ???? | 母の父Highflyer 1774 鹿 | Rachel 1763 鹿 | Regulus Mare            |                  |
| 母 Highflyer Mare ???? | 母の母Matchem Mare 1773 | Matchem 1748 鹿 | Cade                    | Cade             |
| 母 Highflyer Mare ???? | 母の母Matchem Mare 1773 | Matchem 1748 鹿 | Partner Mare            |                  |
| 母 Highflyer Mare ???? | 母の母Matchem Mare 1773 | MOLLY LONGLEGS 1753 | BABRAHAM                | BABRAHAM         |
| 母 Highflyer Mare ???? | 母の母Matchem Mare 1773 | MOLLY LONGLEGS 1753 | FOXHUNTER MARE F-No.6-a |                  |